# 프리츠 X

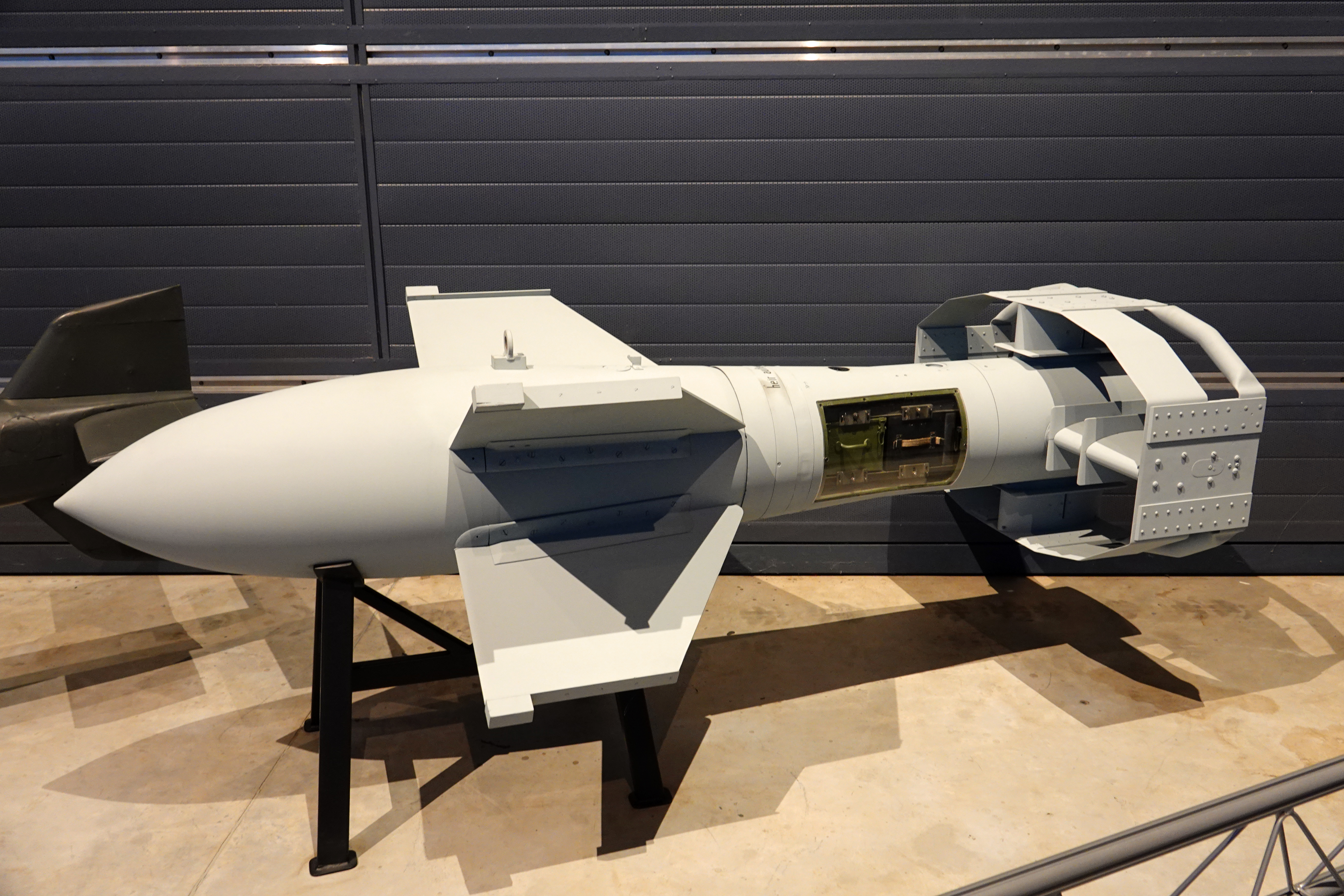
프리츠 X 유도 폭탄

프리츠 X(Fritz X)는 제2차 세계 대전 당시 사용된 독일의 유도 대함 활공 폭탄이었다. 프리츠 X는 전투에 배치된 세계 최초의 정밀 유도 무기이자 전투에서 선박을 침몰시킨 최초의 무기였다. 프리츠 X는 연합군과 루프트바페 요원 모두가 사용하는 별명이었다. 다른 이름으로는 Ruhrstahl SD 1400 X, Kramer X-1, PC 1400X 또는 FX 1400이 있다. 후자는 비유도 PC 1400 프리츠 별명과 함께 "프리츠 X"라는 이름의 유래이다.

## 운용자
- 루프트바페 (나치 독일)

## 같이 보기
- MXY-7 오카